# 程瑋
程 瑋(チョン・ウェイ、簡体字:程玮、1957年〜)は、中華人民共和国の児童文学作家。

## 略歴
1957年、中国の江陰市に生まれる。 高校卒業後の1975年は主に周庄の農村で農業を営み、3つの中編小説と10以上の短篇を書く。1982年に南京大学中国語学科を卒業。1980年に中国作家協会江蘇支部の理事に選出された。1983年に児童文学園丁賞に「フランスから来た転校生(来自异国的孩子)」で1位に選ばれた他、同作品で中国の全国優秀児童文学賞を受賞し、脚本した映画『豆蔻年華』は金鶏賞と政府賞を受賞した。 1984年に第4回全国作家代表大会に参加し、参加者の中で最年少の代表となった。1989年、中独文化交流の一環として、ドイツに派遣され、ハンブルク大学やケルン大学に進学、1993年から編纂兼制作人としてドイツのテレビ二局に勤務した。2008年から中国の文壇に復帰し、2018年には「海龟老师1：校园里的海滩」が陳伯吹国際児童文学賞年間図書（文字）賞を受賞した。
日本では、中由美子氏の訳によって「フランスから来た転校生」「白い貝がら」が翻訳、紹介されている。